# Paronychia canadensis
Paronychia canadensis là loài thực vật có hoa thuộc họ Cẩm chướng. Loài này được (L.) Alph. Wood mô tả khoa học đầu tiên năm 1861.